# Axel Azzola

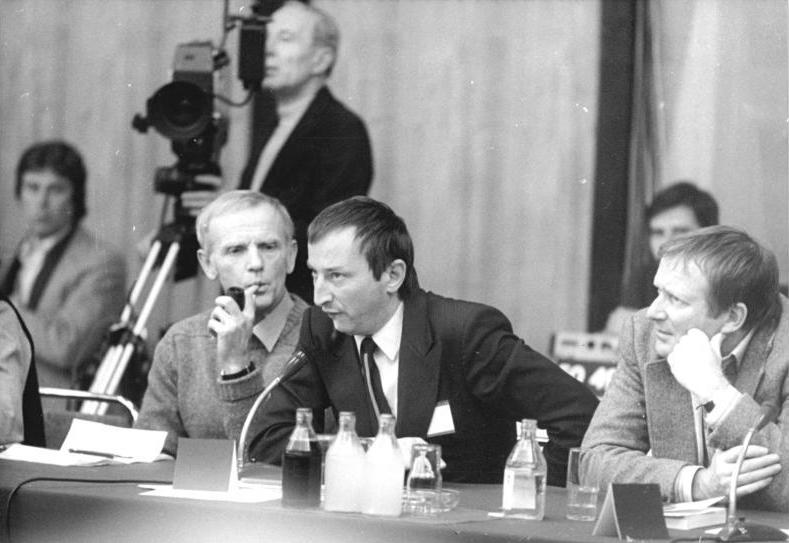
Axel Azzola (Mitte) zusammen mit Günter de Bruyn und Wolfgang Kohlhaase im Dezember 1981 auf der Berliner Begegnung zur Friedensförderung

Axel Azzola (* 14. März 1937 in Ferdinandsberg, Rumänien; † 6. November 2007 in Berlin; vollständiger Name: Axel Conrad Christian Azzola) war ein deutscher Jurist.

## Ausbildung
Als Sohn einer deutschen Mutter und eines italienisch-böhmischen Vaters flüchtete Axel Azzola im Alter von sieben Jahren mit seiner Familie aus dem heute rumänischen Ferdinandsberg nach Marburg, der Heimatstadt seiner Mutter, um der Verfolgung und Deportation durch die Russen zu entgehen. Er studierte an der dortigen Universität und an der Universität Heidelberg Rechtswissenschaften und promovierte 1966 in Marburg über Die Diskussion um die Aufrüstung der BRD im Unterhaus und in der Presse Großbritanniens: November 1949 – Juli 1952. Anschließend arbeitete er als Assistent von Wolfgang Abendroth, bei dem er sich 1971 habilitierte. Im gleichen Jahr erhielt er einen Ruf auf den Lehrstuhl für öffentliches Recht an der TU Darmstadt.

## Berufliche Laufbahn
Als Professor in Darmstadt engagierte er sich insbesondere im Bereich des Verfassungsrechts mit sozialwissenschaftlichem Schwerpunkt. Bekanntheit erlangte Azzola, als er ab Dezember 1975 im Stammheim-Prozess als Wahlverteidiger von Ulrike Meinhof auftrat. Hier vertrat er den Standpunkt, dass auf die Angeklagten das Kriegsrecht anzuwenden sei und diese daher als Kriegsgefangene zu inhaftieren seien. Nach dem Tod von Meinhof hielt er am 12. Mai 1976 an der Universität Zürich eine Rede, die teilweise als Rechtfertigung der Gewalt der RAF interpretiert wird.
In den 1980er Jahren engagierte er sich gegen den Bau der Startbahn West. Gemeinsam mit Richard Bäumlin gab er 1984 bzw. 1989 die ersten beiden Auflagen des Alternativkommentars zum Grundgesetz heraus.

## Politische Karriere

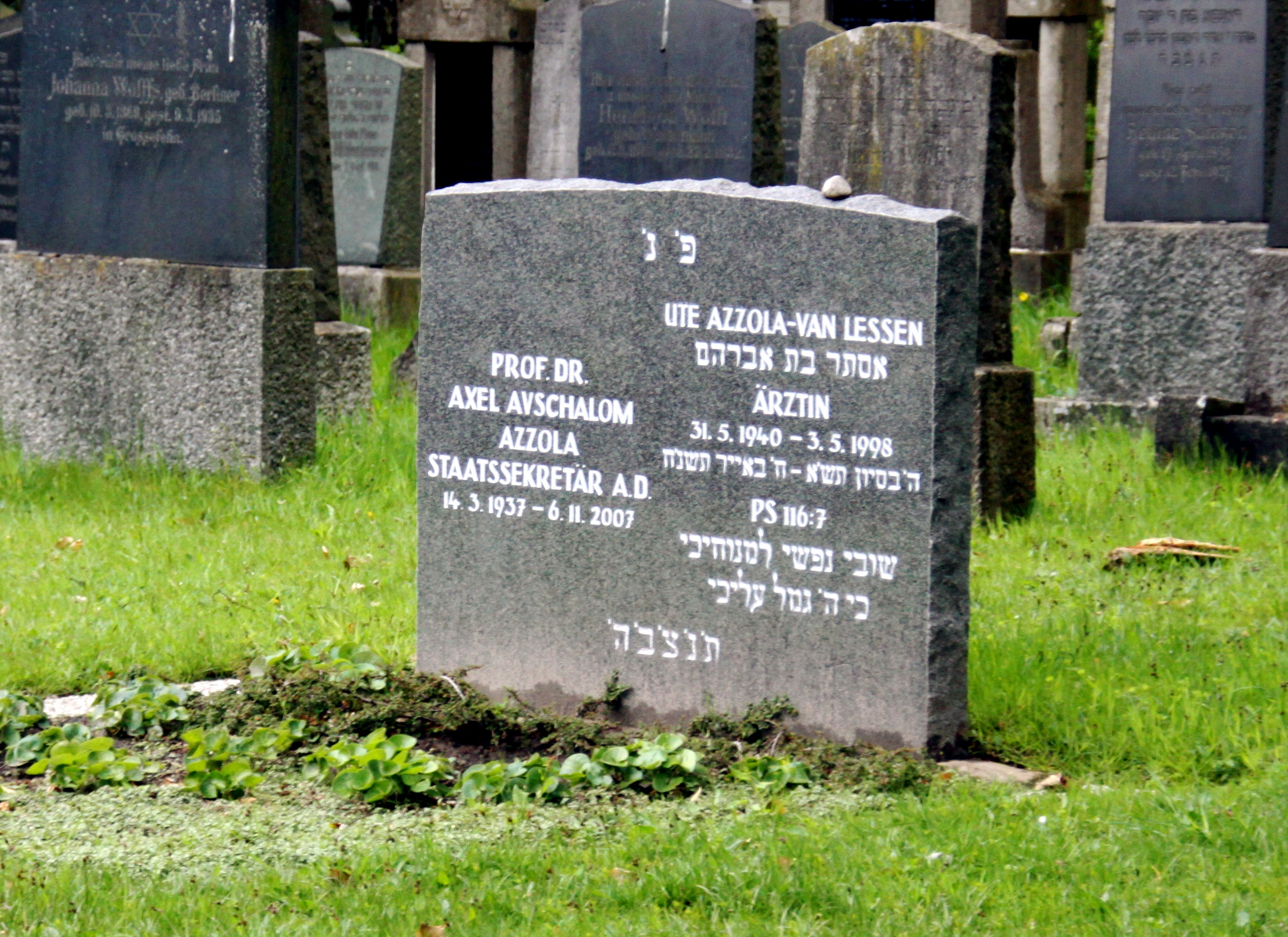
Das Grab von Axel Azzola auf dem jüdischen Friedhof in Aurich

Bei der Bundestagswahl 1969 kandidierte Azzola für die linksgerichtete Aktion Demokratischer Fortschritt auf der Landesliste Hessen an 24. Stelle, die aber an der Fünf-Prozent-Hürde scheiterte. 1989 und 1990 arbeitete er als Berater für den Runden Tisch der DDR, wo er an einem Verfassungsentwurf für die DDR mitwirkte. Nach der Wiedervereinigung engagierte er sich gegen die Kürzung von Sonderpensionen für frühere DDR-Funktionäre.
Nachdem Axel Azzola aufgrund seiner familiären Wurzeln die Anerkennung als Jude gelungen war, wurde er in den 1990er Jahren Vorsitzender des neu eingerichteten Schieds- und Satzungsgerichtes des Zentralrates der Juden in Deutschland. Ferner beteiligte er sich am Neuaufbau der jüdischen Gemeinde in Oldenburg.
1998 wechselte er als SPD-Mitglied von der Lehre in die Politik und bekleidete in der SPD-PDS-Koalition in Mecklenburg-Vorpommern unter der Gesundheits- und Sozialministerin Martina Bunge (PDS) die Position des Staatssekretärs. Parallel hielt er Vorlesungen am Abraham-Geiger-Kolleg in Potsdam. Aus gesundheitlichen Gründen musste er sein Amt Ende 2000 aufgeben.
Von 2003 bis 2004 war Azzola Präsident der Deutsch-Rumänischen Gesellschaft Berlin; dafür wurde er als Offizier des Treudienst-Ordens ausgezeichnet.
Azzola verstarb am 6. November 2007 in Berlin. Als Mitglied der jüdischen Gemeinde in Oldenburg wurde er am 12. November 2007 auf dem alten jüdischen Friedhof in Aurich begraben.

## Schriften (Auswahl)
- mit Richard Bäumlin (Hrsg.): Kommentar zum Grundgesetz für die Bundesrepublik Deutschland. Luchterhand, Neuwied 1984, ISBN 3-472-07030-7.
- Jüdische und andere Geschichten von der Schöpfung bis zur Gegenwart. Hora, Hermannstadt 2005, ISBN 973-8226-37-6.
- Recht, Freiheit und Bündnis in der Tora. Grundlegungen für eine jüdische systematische Theologie. Frank und Timme, Berlin 2006, ISBN 3-86596-094-4 (= Aus Religion und Recht. Band 7).